# Гузун, Александр Дмитриевич
Александр Дмитриевич Гузун (рум. Alexandru Guzun; 29 октября 1966, Драсличены, Молдавская ССР, СССР) — советский и молдавский футболист, тренер, функционер.

## Карьера

### Клубная
Воспитанник футбола Драсличен. Этим видом спорта увлёкся в десятилетнем возрасте в местной школе. Первый тренер — Василе Дабижа.
С 1989 по 1992 годы играл в «Тигине». В 1992 году в компании целой молдавской диаспоры (Георгий Харя, Руслан Роик и Владимир Гайдамащук) играл в винницкой «Ниве». Затем продолжил карьеру в командах «Рапид» (Бухарест, Румыния), «Нистру» (Отачь), «Тилигул» (Тирасполь), «Агро» (Кишинёв), «Торпедо» (Запорожье, Украина), «Днепр» (Днепропетровск, Украина) и «Николаев» (Украина).
В европейских клубных турнирах выступал в составе трёх команд — «Нивы», «Рапида» и «Тилигула».

### В сборной
В сборной Молдавии по разным данным провёл от 16 до 34 матчей. Единственный мяч в футболке сборной забил в ворота Германии.

### Тренерская
Вскоре по окончании игровой карьеры перешёл на тренерскую работу. С 2001 по 2002 годы тренировал команду второго дивизиона «Виктораш» (Суручень). В марте 2002 года был назначен главным тренером молодёжной сборной Молдавии. Уволен в 2003 году.

### Функционера
С 2005 года является агентом ФИФА. В 2009 году участвовал в выборах президента Федерации футбола Молдавии. На выборах занял второе место, уступив избранному в четвёртый раз Павлу Чебану.

## Образование
Выпускник Педагогического института им. Иона Крянгэ (1991), Молдавского государственного университета (2003) и Школы тренеров (2003, Бухарест).

## Семья
Женат. Два сына — Александру и Думитру.